# Korowelang (Kutowinangun)
Korowelang is een bestuurslaag in het regentschap Kebumen van de provincie Midden-Java, Indonesië. Korowelang telt 1683 inwoners (volkstelling 2010).